# 政党联盟
政党联盟（英語：Political alliance）是指不同政黨形成的一種合作聯盟，通常是因其參與的政黨有共同政治目標或策略性目的，並在選舉時能互惠各自政黨。其達到此目的的策略包括經過集合資源和選票而超越選舉門檻、於投票制度的特性上得到優勢、或經由合作一起打敗執政黨並於選舉勝利後合作形成新政府組成，以利選舉勝出後組成多數政府。
當一個政党聯盟勝選後而執政時，或當沒有任何一黨只達到相對多數而不是絕對多數的選票，而幾個政黨必須一起合作執政時，他們將會形成一個聯合政府。此種治理形式會產生的特點包括「不管部长」的產生。但可能會產生分歧。
相对于单纯的选举联盟，政党联盟的成员协作更为紧密，除了共同应对选举，还在其它政治议题上统一发声。政党联盟一般设有一个常设的协调机构。

## 现存的一些政党聯盟
| 国家         | 政党联盟 |
| ------------ | --- |
| 阿根廷       | 工人左翼阵线—团结、让我们改变、大众阵线                                                                                                   |
| 亞美尼亞     | 亚美尼亚联盟 |
| 智利         | 为了智利团结、民主社会主义、去吧智利 |
| 巴西         | 巴西希望 |
| 伊拉克       | 公民民主联盟 |
| 巴勒斯坦     | 巴勒斯坦解放组织、巴勒斯坦力量联盟 |
| 菲律賓       | 民族民主运动、菲律宾全国民主阵线、新爱国联盟、人民爱国联盟                                                                                |
| 斯里蘭卡     | 国家人民力量、统一国民阵线、统一人民力量、人民联盟、人民力量、泰米尔全国联盟                                                              |
| 叙利亚       | 全国进步阵线、争取变革和解放人民阵线、争取民主社会运动                                                                                    |
| 埃及         | 社会主义力量联盟 |
| 土耳其       | 人民民主大会、人民联合革命运动、库尔德自由和民主联盟                                                                                      |
| 俄羅斯       | 全俄人民阵线、左翼阵线 |
| 義大利       | 中左联盟、中右联盟、权力归人民、和平土地尊严、主权人民民主、绿党和左翼联盟                                                                |
| 印度         | 左翼阵线、全国民主联盟、印度國家發展包容性聯盟                                                                                            |
| 伊朗         | 工人左翼团结 |
|              | 聯盟 |
| 利比亞       | 全国力量联盟 |
|              | 人民联盟、绿色-左翼联盟 |
| 德国         | 基民盟/基社盟 |
| 直布罗陀     | GSLP–自由联盟 |
| 拉脫維亞     | 绿党和农民联盟 |
| 黎巴嫩       | 三月八日联盟、三月十四日聯盟 |
| 马来西亚     | 国民阵线、希望联盟、国民联盟、祖国行动联盟、沙巴人民联盟、砂拉越政党联盟                                                                  |
| 墨西哥       | 廣泛進步陣線 |
| 蒙特內哥羅   | 争取欧洲黑山联盟 |
| 乌克兰       | 左翼反对派 |
| 乌拉圭       | 廣泛陣線、人民团结、反帝国主义统一委员会                                                                                                  |
| 希腊         | 争取颠覆反资本主义左翼合作、泛希社运—争取变革运动                                                                                         |
| 西班牙       | 联合左翼、联合与替代左翼、加利西亚民族主义集团、零削减、人民团结候选人—选民呼声、巴斯克地区联合、公民协议、更多为了马略卡、坎加斯左翼替代 |
| 葡萄牙       | 统一民主联盟 |
| 以色列       | 共同名单、和平与平等民主阵线、錫安主義聯盟                                                                                                |
| 瑞典         | 联盟 |
| 秘魯         | 争取正义、生活和自由广泛阵线、一起为了秘鲁                                                                                                |
| 南非         | 三方联盟、进步党团会议 |
| 苏丹         | 全国共识力量 |
| 波多黎各     | 社会主义阵线 |
| 英国         | 劳工与合作党 |
| 法國         | 一起争取总统多数 |
| 波蘭         | 左翼 |
| 新喀里多尼亞 | 卡纳克和社会主义民族解放阵线、争取独立民族联盟、信心未来                                                                                  |
| 匈牙利       | 青民盟—基民党 |
| 委內瑞拉     | 人民革命替代、民主统一纲领 |
| 尼泊尔       | 社会主义阵线 |
| 保加利亚     | 中立保加利亚、左翼！ |
|              | 左翼民主联盟、共和论坛 |
| 巴基斯坦     | 左翼民主阵线 |
| 阿尔及利亚   | 民主替代公约力量 |
| 北馬其頓     | 你们的马其顿 |
| 摩洛哥       | 民主左翼联盟 |
|              | 民主变革之伞 |